# Фрезе, Александр Александрович
Алекса́ндр Алекса́ндрович Фре́зе (17 июня 1840 [29 июня 1840], Барнаул, Томская губерния — 5 ноября 1918, Петроград) — русский военачальник, генерал от инфантерии, участник русско-турецкой войны 1877—1878 гг., член Государственного Совета Российской империи.

## Биография
Православный. Из потомственных дворян Казанской губернии.
Отец Александр Ермолаевич Фрезе (1804—1872) — горный инженер, начальник Алтайского горного округа (1864—1871). Мать Екатерина Степановна Татаринова (1820—1896), дочь горного инженера генерал-майора Татаринова Степана Петровича.
Брат Петр (1844—1918) — один из конструкторов первого русского автомобиля.
Окончил Институт Корпуса горных инженеров в 1860 году по первому разряду и Императорскую Николаевскую академию Генерального штаба в 1871 году по первому разряду.

### Этапы жизни

#### Горный инженер
- 10.06.1860 года выпущен из Института Корпуса горных инженеров поручиком в Корпус горных инженеров.
- 10.06.1860—03.05.1865 — на гражданской службе в Корпусе горных инженеров в Алтайском горном округе.
  - 22.08.1860 года определён для практических занятий в распоряжение управляющего Змеиногорским краем (пом.управляющего Локтевского завода);
  - 22.08.1861 года назначен приставом плавильного производства Локтевского завода;
  - 23.04—14.11.1862 — в золотоискательской партии для исследования притоков рек Бельса и Теренса.
- В 1864—1865 годах, будучи горным инженером, участвовал в Туркестанских военных походах против Кокандского Ханства.
  - 23.04—01.10.1864 — при полковнике М. Г. Черняеве для геогностических исследований за реками Чу и Сырдарья. В составе отряда Абрамова А. К. поручик Фрезе был отправлен для поисков месторождений полезных ископаемых. Нашёл залежи каменной соли в окрестностях Пишпека, сделал геологический обзор Александровского хребта и рудных месторождений в горах Кара-Тау. Вместе с Северцовым обнаружили заброшенные свинцовые рудники и каменноугольные залежи, проводили топографическую съемку местности.
  - 03—04.06.1864 — в кампании против кокандцев участвовал в рекогносцировке и штурме укрепления Аулиэ-Ата;
  - 22.06.1864 года участвовал в рекогносцировке крепости Чимкент.
- 25.06.1864 года назначен помощником управляющего Локтевским заводом.
- 18.06.1865 года произведён штабс-капитаны (за отличие).
- 14.07.1865 года назначен исполняющим делами управляющего заводом.
- 30.11—30.12.1865 — сопровождал из Барнаула в Санкт-Петербург транспорт с золотом частных промышленников.

#### Кадровый военный
- 03.05.1866 года — произведён в капитаны за боевое отличие и зачислен в 87-й пехотный Нейшлотский полк на должность командира роты.
- 01.11.1868 года зачислен в академию Генерального штаба.
- 28.03.1871 года — майор (за успехи в науках).
- 03.08.1872 года переименован в капитаны Генерального штаба.
- 03.08—30.09.1872 — старший адъютант штаба 1-й гвардейской кавалерийской дивизии Гвардейского корпуса.
- 30.09.1872—10.09.1874 — помощник старшего адъютанта штаба войск гвардии и Петербургского военного округа.
- 10.09.1874—18.05.1875 — секретарь штаба войск гвардии и Петербургского военного округа.
- 13.04.1875 года — подполковник.
- 18.05.1875—2.11.1876 — состоял для поручений при штабе войск гвардии и Петербургского военного округа. Осенью 1876 года участвовал в манёврах в Варшавском военном округе.
- 02.11.1876—20.10.1877 — помощник штаб-офицера в штабе войск действующей армии.
  - 01.5.1877 года — в кампании 1877 года против турок — перешёл с войсками румынскую границу, 16.5.1877 года — переправился через Дунай.
  - 21.06—01.08.1877 — при драгунской бригаде в передовом отряде генерал-лейтенанта И. В. Гурко.
  - 25.06.1877 года участвовал во взятии с боя Тырново.
- 25.06.1877 года — произведён в полковники за боевое отличие.
  - 30.06—02.07.1877 — участвовал в переходе через Хаинкиойский перевал[1], 04.07.1877 года — в бою у д. Уфлани, 05.07. 1877 года — при Казанлыке, во взятии этого города и турецкого лагеря у д. Шипка, 10.07.1877 года — в занятии Эски-Загры, 12.07.1877 года — в разрушении железной дороги у ст. Каяджик, 17—19.07.1877 — в боях при Эски-Загра;
  - 12.09—04.12.1877 — в отряде румынского князя Карла, осаждавшем крепость Плевна, 12.09-12.10.1877 — руководил съёмкой и рекогносцировкой окрестностей Плевны, 19—21.09.1877 — участвовал в рекогносцировке Плевны под началом главнокомандующего и перестрелке под крепостью.
  - 02.10.1877 года назначен штаб-офицером для поручений при начальнике полевого штаба; 12.10.1877 года участвовал в усиленной бомбардировке Плевны, затем в её «тесной блокаде», 07.11.1877 года — в перестрелке под ней; 08.11-04.12.1877 — в войсках 6-го участка обложения Плевны;
  - 30—31.12.1877 — состоял в свите главнокомандующего при переходе армии через Шипкинский перевал;
- 04-06.01.1878 — в кампании 1878 года занимался рекогносцировкой Травненского перевала[2];
- 19.01.1878 года после заключения перемирия состоял при главной квартире в Адрианополе; 09.02—08.09.1878 заведовал наградным отделением полевого штаба; 12.02—01.06.1878 — при главной квартире в Сан-Стефано; 03.06.1878 года высадился с войсками в Одессе, 13.06.1878 года прибыл в Санкт-Петербург.

В составе действующей армии отправился на театр военных действий в 1877—78 гг. и нес обязанности штаб-офицера для поручений при начальнике штаба армии, действовавшем на европейском театре войны. Ему пришлось участвовать во многих боях с неприятелем, причем он проявил выдающиеся военные качества и распорядительность. Участвовал во всех делах передового отряда генерала Гурко, затем руководил рекогносцировками и съемками окрестностей Плевны во время ее обложения. При осаде Плевны, в ноябре 1877 г., состоял в распоряжении генерала Ганецкого и, по его отзывам, много способствовал взятию в плен всей армии Осман-Паши. В день последнего боя под Плевной 28 ноября 1877 г. по предложению полковника Фрезе гренадерский Самогитский полк был послан в обход левого фланга турок, и это движение имело решительное влияние на ход сражения. В тот же день, в предвидении возможности прорыва армии Осман-Паши, по его же мысли была послана из Магалет 1-я бригада 1-й кавалерийской дивизии по течению реки Искера, чтобы сделать попытку противника невозможною. За все это, по представлению генерала Ганецкого и удостоению Георгиевской Думы, награжден орденом Св. Георгия 4 ст. Боевые заслуги полковника Фрезе отмечены орденами Св. Георгия 4 ст., Владимира 3 ст. с мечами и золотым оружием.

- 03.12.1878 года произведён в генерал-майоры за боевое отличие со старшинством с 6.05.1884 года, заведовал наградным отделением главнокомандующего.
- 09.09—3.12.1878 состоял для поручений при штабе войск гвардии и Петербургского военного округа.
- 03.12.1878—17.08.1880 — прикомандирован к штабу войск гвардии и Петербургского военного округа.
- 01.06—28.09.1880 — командир лейб-гвардии Семеновского полка[3].
- 17.08.1880—4.05.1887 — командир лейб-гвардии Егерского полка.
- 06.12.1881—24.12.1883 — назначался членом Главного комитета по устройству и образованию казачьих войск на 1881—1882, 1882—1883 и 1883—1884 годы.
- 04.05.1887—4.12.1888 — начальник штаба 2-го Кавказского армейского корпуса с переводом в Генеральный штаб.
- 04.12.1888—17.04.1889 — состоял при войсках Кавказского военного округа.
- 17.04.1889—2.02.1891 — начальник штаба Кавказского армейского корпуса.
- На 1892 год — генерал-майор в списках Егерского лейб-гвардии полка[4].

#### На государственной службе
- 02.02.1891—16.11.1895 — Эриванский губернатор с зачислением по Генеральному Штабу.

Будучи пять летъ Эриванскимъ губернаторомъ много заботился о проведении и улучшеніи путей сообщения и достигъ того, что во многихъ местахъ вместо трудныхъ вьючныхъ тропъ были дороги по которымъ ездили въ экипажахъ, а товаръ возился въ фургонахъ. Въ той же губерніи его стараніями были образованы сельскіе продовольственные капиталы.
- 30.08.1894 года произведён в генерал-лейтенанты за отличие.
- 16.11.1895—24.05.1896 — Виленский губернатор.
- 24.05.1896—4.02.1897 — товарищ Министра внутренних дел Российской Империи Горемыкина И. Л.. Заведовал Отдельным корпусом жандармов (ОКЖ) по строевой, инспекторской, хозяйственной и военно-судебной частям.
- 04.02.1897—12.10.1904 — помощник главноначальствующего гражданской частью на Кавказе, командующего войсками Кавказского военного округа и наказного атамана.

Въ должности главноначальствующаго гражданской частью на Кавказе и командующаго войсками Кавказскаго военнаго округа прослужилъ 7,5 летъ. Вследствіе ежегодныхъ и иногда очень продолжительныхъ отлучекъ князя Голицына по деламъ службы в Петербургь, исполнялъ обязанность Главноначальствующаго, командующаго войсками и войскового атамана Кавказскихъ казачьихъ войскъ, причемъ всегда проявлялъ распорядительность и требовательность въ отношеніи служебного долга.

- 06.12.1903 года — генерал от инфантерии.
- 12.10.1904—19.12.1905 — Виленский, Ковенский и Гродненский генерал-губернатор и командующий войсками Виленского военного округа.
- С 19.12.1905 года — член Государственного совета. В составе особой комиссии по законопроекту «О санитарной и горной охране курортов» (с 12.12.1912). Входил в группу правых.
- В 1906—1917 годах, после реорганизации Государственного совета, входил в состав его присутствующих членов. Числился по Генеральному штабу.
- В июле 1914 года, находясь в отпуске в Германии, был интернирован и месяц провел в тюрьме Моабит, но в конце января 1915 года ему было разрешено выехать из Германии, и 04.02.1915 года он прибыл в Петроград.
- На 10.07.1916 года в том же чине и должности.
- 01.05.1917 года оставлен за штатом; 14.12.1917 года уволен от службы с 25.10.1917 года (в числе других членов по назначению).

О жене данных нет. Детей не имел. Недвижимой собственностью не владел (на 1905—1917). Проживал по адресу: Петроград, Эртелев переулок, дом 2 (адресная книга «Весь Петроград на 1917 год»). Скончался 5 ноября 1918 года.

## Научная, культурная и общественная деятельность
- Председатель Кавказского статистического комитета, председательствовал во многих временных комиссиях: об изменении порядка подушной подати на поземельную, о преобразовании земской стражи и других.
- Вице-председатель общества распространения православия на Кавказе. «Благодаря доброму почину и заботе бывшего Эриванского губернатора, ныне помощника Главноначальствующего гражданской частью на Кавказе генерала А. А. Фрезе, вопрос о постройке православного Александро-Невского собора в Баку получил величайшее разрешение»[6].
- Председатель Кавказского отдела Русского географического общества. Содействовал сохранению и изучению памятников старины на Кавказе.
- С 26.02.1902 года — действительный член Московского археологического общества (МАО).
- В марте 1905 года виленский генерал-губернатор А. Фрезе обратился к министру внутренних дел с предложением введения дополнительного богослужения в костёлах на белорусском языке. Центральные власти не отреагировали. Но массовый переход из православия в католицизм, который последовал за именным высочайшим указом от 17 апреля 1905 года, заставил их вернуться к этому предложению.
- В августе 1905 года по инициативе Виленского генерал-губернатора Фрезе была созвана межведомственная комиссия по вопросу о выполнении п. 14 указа от 17 апреля 1905 года «Об укреплении начал веротерпимости». Комиссия была учреждена для «всестороннего выяснения вопроса и выработки однообразной практики при осуществлении пунктов Указа о языке преподавания Закона Божьего». В заключение работы комиссии было высказано пожелание Министерству народного просвещения как можно скорее издать правила о порядке преподавания Закона Божьего на родном языке учащихся.

## Награды и почётные звания
- Орден Святого Станислава 3-й степени (1864)
- Орден Святого Владимира 4-й степени с бантом и мечами (1865) «За открытие каменной соли в окрестностях Пишпека и кампанию против кокандцев»
- Орден Святого Станислава 2-й степени (1873)
- Орден Святой Анны 2-й степени (1876)
- Орден Святого Владимира 3-й степени с мечами (1877) «За отличие в боях при Эски-Загра»
- Золотая шпага «За съемку и рекогносцировку окрестностей Плевны» (ВП 24.01.1878)
- Орден Святого Георгия 4-й степени «За отличие против Турок, 28 Ноября 1877 года, при покорении г. Плевны, где все время боя находился при командире Гренадерского Корпуса, который пользовался его советами и опытностью» (ВП 23.12.1878)
- Орден Святого Станислава 1-й степени (1882)
- Орден Святой Анны 1-й степени (1886)
- Орден Святого Владимира 2-й степени (1889)
- Орден Белого орла (1896)
- Орден Святого Александра Невского (01.01.1900)
- Бриллиантовые знаки к ордену Святого Александра Невского (06.12.1905)[7]
- Орден Святого Владимира 1-й степени (01.01.1911)
- Медаль в память войны 1877-78 (1879)
- Медаль «В память коронации императора Александра III» (1883)
- Медаль «В память царствования императора Александра III» (26.02.1896)
- Медаль «В память коронации Императора Николая II» (26.05.1896)
- Медаль «За труды по первой всеобщей переписи населения» (1897)
- Знак отличия беспорочной службы за XL лет (22.08.1903)
- Серебряная медаль в память походов и экспедиций в Средней Азии в 1853-95 (1905)
- Медаль «В память 300-летия царствования дома Романовых» (22.03.1913)
- Знак отличия беспорочной службы за L лет (22.08.1914)
- Нагрудный знак для лиц, приносивших Их Императорским Величествам личные верноподданные поздравления по случаю 300-летия дома Романовых в дни юбилейных торжеств.

Иностранные:
- прусский  Орден Короны 3-й степени (1873)
- австрийский Орден Железной короны 3-й степени (1874)
- сербский Орден Такова, командорский крест (1878)
- сербская золотая медаль «За храбрость» (1878)
- румынский Орден Звезды Румынии, офицерский крест (1878)
- румынский Крест «За переход через Дунай» (1878)
- черногорская золотая медаль «За храбрость» (1879)
- черногорский орден Князя Даниила I 2-й степени (1883)
- болгарский орден Св. Александра 1-й степени (1885)
- персидский Орден Льва и Солнца 1-й степени (1888)
- бухарский Орден Благородной Бухары 1-й степени с алмазными знаками (1889)
- бухарский Орден Короны государства Бухары с алмазными знаками (1901)
- Портрет персидского шаха с алмазами (1902)

Почётные звания:
- С 23.01.1905 года — почётный старик по станице Горячеводская Терского казачьего войска;
- С 19.02.1906 года — почётный гражданин города Вильно.

## Военные труды
- Полная справочная книжка для вольноопределяющихся. — СПб., 1874
- Сборник тактических задач. 2-е изд. — СПб., 1879 (совместно с будущим начальником Генерального штаба и военным министром В. А. Сухомлиновым и К. Н. Дуроп); 28 ноября 1878 // Pусский солдат. — 1908, июнь.